# Zindy Laursen
Zindy Laursen (Svendborg, 23 luglio 1971) è una cantante danese.

## Biografia
Figlia di madre danese e di padre statunitense, Zindy Laursen è stata una ginnasta ritmica di successo fino al 1987, anno in cui un infortunio al ginocchio l'ha costretta a lasciare lo sport.
È salita alla ribalta come cantante nel 1992 con la sua partecipazione al Dansk Melodi Grand Prix, il programma di selezione del rappresentante danese per l'Eurovision Song Contest, dove si è piazzata 2ª cantando Sket igen in duetto con Jan Parber. L'anno successivo è diventata la cantante dei Cut'N'Move, uno dei gruppi dance di maggior successo in Danimarca negli anni '90.
Dopo lo scioglimento del gruppo nel 1996, ha avviato la sua carriera come solista con l'album di debutto Zindy, uscito nel 1998. Nel 2000 ha collaborato con il rapper Kuku Agami e con il gruppo Boogaloo nella realizzazione del programma televisivo di TV 2 Venner for livet. Il successo del programma ha spinto gli artisti a realizzare un album collaborativo, Zindy Kuku Boogaloo, che ha debuttato alla 2ª posizione della classifica danese, finendo per vendere 100 000 copie.
Nel 2002 Zindy Laursen ha pubblicato l'album Too Hot for TV in collaborazione con Kuku Agami. Il disco ha raggiunto l'11º posto in classifica. È stato seguito nel 2004 dal secondo album come solista della cantante, Reach Out, che si è fermato alla 38ª posizione.

## Discografia

### Album in studio
- 1998 – Zindy
- 2001 – Zindy Kuku Boogaloo (Zindy Kuku Boogaloo)
- 2002 – Too Hot for TV (Zindy Kuku)
- 2004 – Reach Out

### Singoli
- 1992 – Sket igen (con Jan Parber)
- 1997 – Children of the World
- 1998 – Round 'n' Round
- 1998 – Don't Wanna Say Goodbye
- 2001 – Friends Forever (Zindy Kuku Boogaloo)
- 2004 – Crying Days Are Over (feat. Andy Roda)
- 2013 – Butterfly
- 2013 – Keep It Coming
- 2014 – Fight or Flight
- 2014 – This Is Goodbye
- 2014 – Suitcase
- 2014 – Caterpillar
- 2015 – Heart of Handball
- 2017 – In Too Deep
- 2020 – Here

#### Come artista ospite
- 2012 – Anywhere but Home (Chriz feat. Zindy Laursen)